# 薩爾尼夫卡 (盧茨克區)
50°44′55″N 24°57′16″E / 50.74861°N 24.95444°E
薩爾尼夫卡（烏克蘭語：Сарнівка），是烏克蘭的村落，位於該國西部沃倫州，由盧茨克區負責管轄，面積1.19平方公里，海拔高度211米，2001年人口350，人口密度每平方公里294.37人。